# 일본의 여성주의 운동
일본의 여성주의 운동(일본어: 日本の女性解放運動)은 메이지, 다이쇼 시대부터 시작된 사회운동으로 부인운동(일본어: 婦人運動)이나 부인해방운동(일본어: 婦人解放運動) 등으로도 불린다. 

## 역사
일본에서는 메이지 정부의 수립 후인 1872년에 발령된 창기해방령(藝娼妓解放令)이나 후쿠자와 유키치가 제창한 남녀동권론(男女同權論), 혹은 1880년대 자유민권운동의 후쿠다 히데코(福田英子), 나카지마 쇼엔(中島湘煙) 등에 의한 부인해방운동 등이 여성해방운동의 시작으로 여겨지나, 반발이 일어나는 등의 이유로 약 10년만에 급속도로 쇠퇴하기도 했다.
1869년, 세키쇼(関所, 검문소)를 여성이 자유롭게 통행할 수 있게 되었다. 또한 쓰다 마미치(津田真道)라는 형법관이 여성 매매 금지 건백서(健白書, 건의서)를 정부에 제출하기도 했다.
1871년, 쓰다 우메코(津田梅子) 등 다섯 명의 소녀가 이와쿠라 사절단 자격으로 미국으로 유학
1870년에는 요코하마에 사립여학교가 세워지는 한편 1873년, 아내가 이혼 소송을 제기할 수 있게 되었고 여자전습소(女史傳習所, 여성을 위한 직업훈련소) 개설되었다. 1874년에는 도쿄 간다에 도쿄여자사범학교가 설립되었다.
그러던 중 1872년, 마리아루스호 사건이 발생하며 인권문제 해소를 촉진하는 흐름 속에서 창기해방령(藝娼妓解放令)이 내려졌다.

### 반발
- 1885년, 제1차 이토 히로부미 내각의 문부대신(文部大臣, 교육부 장관에 해당)이었던 모리 아리노리가 현모양처 교육이야말로 국시로 삼아야 한다는 성명을 발표했고 이듬 해에 이 성명을 기반으로 한 <학생교도방법요항>(生徒教導方要項)은 전국 여학교와 고등여학교에 배포되었다.
- 1890년 7월 공포된 <집회 및 정치사회법>에서 여성의 정치활동을 금지. 여자는 정치와 관련된 연설을 듣는 행위도 금지하거나, 야외에서 세 명 이상 만날 경우 경찰에게 신고를 해야 하기도 했다.

### 일본 최초의 여성 참정권
1878년, 구(區)회의원 선거에서 구스노세 기타(楠瀬喜多, くすのせ きた)라는 한 부인이 호주 자격으로 납세하고 있음에도, 여성이라는 이유로 선거권이 없는 사실에 대해 고치현에 항의하였다. 그러나 현은 받아들이지 않았고, 기타는 내무성에 호소했다. 그리하여 1880년 9월 20일, 일본에서 처음으로(호주에 한했으나) 여성참정권이 인정되었다. 그 후 인근의 고다카사 촌(小高坂村)에서도 같은 조항이 생겼다.
이 당시 세계에서 여성참정권이 인정된 지역은 미국의 와이오밍 준주, 영국령 사우스오스트레일리아, 핏케언 제도 등 극히 일부였기 때문에, 이러한 움직임은 세계 몇 안 되는 여성참정권 실현 사례였다. 그러나 4년 뒤인 1884년, 일본 정부가 '구정촌회법(區町村會法)'을 개정하여, 구정촌회의 규칙제정권을 박탈했기 때문에, 정촌의회원선거에서 여성은 배제되었다.

## 여성 해방 운동가의 등장
정부의 반발정책에 대해 히라쓰카 라이초 등 여성해방운동가가 탄생하였으며, 정치적 요구를 전면에 내건 최초의 부인단체 '신부인협회'가 결성되었다. 여성에게 불리한 법률의 삭제운동, 여성의 참정권획득운동 등이 왕성해졌다. 완전한 여성참정권 획득이라는 큰 목표를 달성하지는 못했으나, 여성의 집회 자유를 금지했던 치안경찰법 제 5조 2항의 개정(1922년)이나 1933년 여성이 변호사로 종사하는 것을 가능하게 한 부인변호사제도 제정(변호사법 개정, 1933년) 등, 여성의 정치적 사회적 권리 획득 면에서 몇 가지 중요한 성과를 냈다.